# Регіональний аеропорт Монтгомері
Регіональний аеропорт Монтгомері (англ. Montgomery Regional Airport, коди MGM, KMGM) — цивільно-військовий аеропорт в 11 км на південний захід від Монтгомері, столиці Алабами. Належить адміністрації аеропорту Монтгомері, використовується для авіації загального призначення та військової авіації, і приймає дві авіакомпанії.
Національний план інтегрованих систем аеропорту Федерального управління цивільної авіації (FAA) на 2017–2021 роки класифікував його як нехабовий основний комерційний об’єкт. За даними Федерального авіаційного управління, у 2013 календарному році в аеропорту було 157 958 посадок, що менше порівняно з 182 313 у 2012 році.